# Balderic van Horicke
Balderic [Baldrij, Baudry, Baldericus] van [den] Horicke [Horick], maître écrivain bruxellois actif vers 1625-1640, mort en 1643.

## Biographie
Van Horicke a, parmi les maîtres écrivains, la particularité de nous avoir transmis un nombre considérable de manuscrits (au moins vingt, presque tous anonymes) mais de n'avoir gravé aucun livre d'exemples, ce qui fait qu'il est resté assez peu connu.
Les éléments biographiques rassemblés sur ce maître écrivain se résument aux choses suivantes :
Il a dû naître vers 1580-1590, dans une localité non identifiée. Il se marie en 1618 avec Ida Morin [Morren, Meuren], née en 1599, dans la paroisse Saints-Michel-et-Gudule à Bruxelles. Ils ont plusieurs enfants : Martin né en 1619, Maria en 1622, Jean-Christophe en 1624, Maria Marguerita en 1625, Catherina Anna en 1631, Josepha-Maria en 1634 (dans l'intervalle, le couple a déménagé dans la paroisse Saint-Géry, puis dans la paroisse Saint-Jacques de Coudenberg). Il meurt à Bruxelles le 25 juillet 1643. Balderic n'a pu être relié aux familles bruxelloises de ce nom dont la généalogie est disponible. Peut-être est-il né ailleurs qu’à Bruxelles dans les Anciens Pays-Bas.
Dans les deux derniers actes de baptême, le nom de Balderic est précédé de magistri. Sa présence dans la paroisse Saint-Jacques de Coudenberg, qui comptait le palais du Coudenberg sur son territoire, coïncide avec l'époque des manuscrits de 1633 et 1638 ; tout ceci indique que Balderic travaillait alors dans la mouvance de la cour de l'archiduc Albert de Habsbourg et de l'archiduchesse Isabelle-Claire-Eugénie d'Autriche (puis de leurs successeurs).
Les seules mentions explicites sur les charges qu’il aurait pu tenir sont :
- dans le livre d'exemple de Munich il se nomme adolescentum honorariorum Serenissimae Infantae formandis Characteribus instructor.
- en 1633, au titre de son Livre contenant plusieurs sortes descritures, il se nomme maistre à escrire des Pages de leurs Altesses Serenissimes de glorieuse mémoire en Bruxelles. Les pages, jeunes hommes attachés à l’Ecurie, recevaient là un enseignement à la fois général (latin, grammaire, écriture…) et spécialisé (armes, équitation), et disposaient donc de plusieurs maîtres ou précepteurs[2].
- en 1638, dans le Prodigium, Horicke se cite comme Scholiarchum, sui temporis coryphaei, epheborum Archiducalium, aliorumque in aula Bruxellensi, puerorum honorariorum, sub serenissimis Principibus, Alberto et Isabella, dénomination sous laquelle nous pouvons voir les mêmes fonctions que précédemment. Toutefois, aucun des rôles du personnel attaché à la Maison, la Chapelle ou l'Écurie de l'archiduc ou de l'archiduchesse ni de leurs successeurs, n’a pour l’instant révélé son nom.

Par ailleurs, le dessin « Vive la plume » qui commence le recueil d’exemples de Horicke de 1633 signifie que Horicke appartenait à la corporation des maîtres écrivains, qui se reconnaissaient sous ce motif. On trouve d'autres exemples de ce motif dans le Spieghel der Schrijfkonste de Jan Van den Velde, ou dans son Thresor literaire de 1621.

## Œuvres

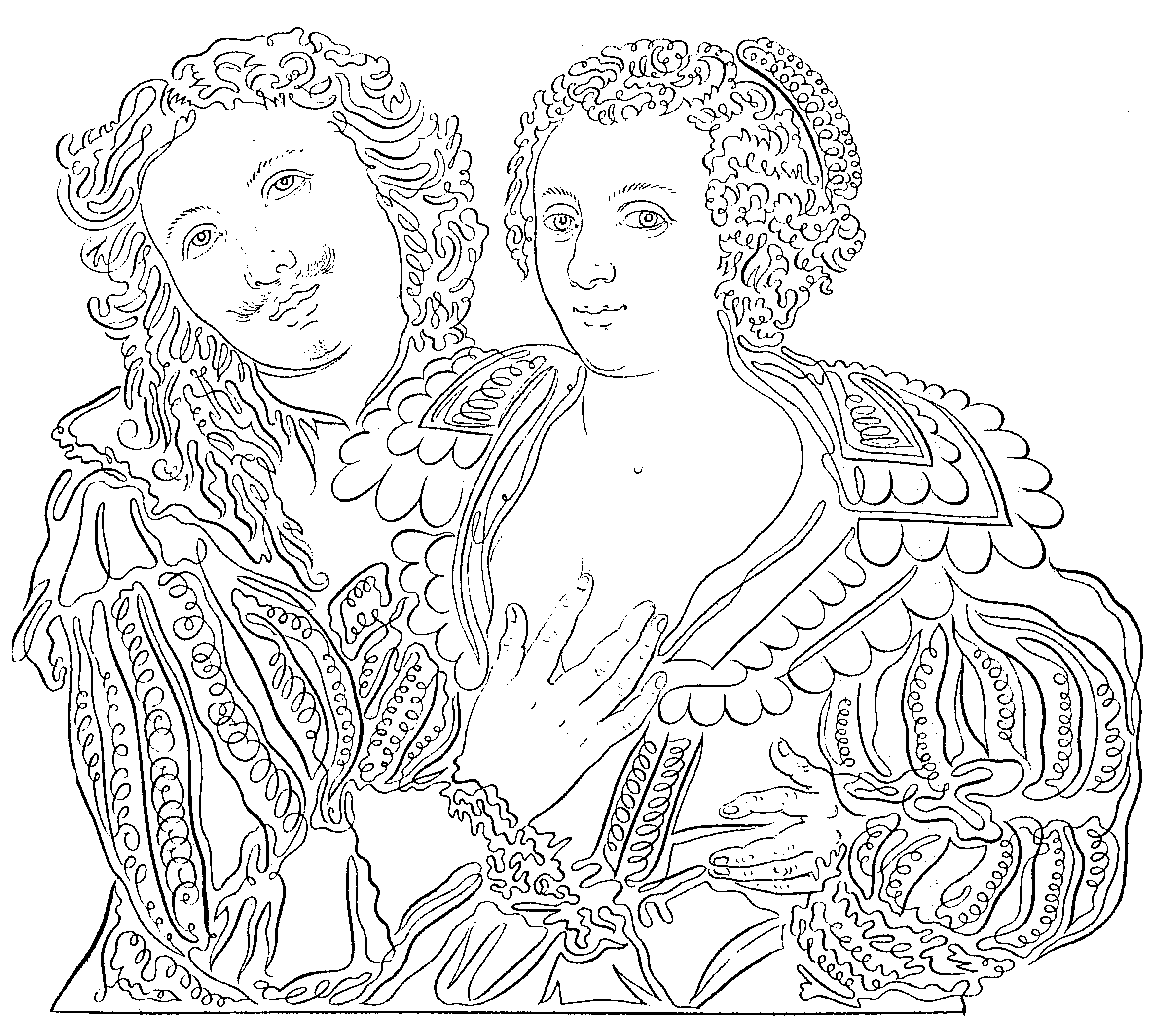
Un trait de plume de B. van Horicke, extrait d'un de ses recueils d'airs de cour.

- München BSB : Cod.icon. 466. Livre d’exemples pour le duc Wolfgang Wilhelm de Pfalz-Neuburg (c. 1632). Consultable en ligne. Manuscrit sur papier in-plano oblong, 31 f. plus les gardes modernes et la couverture en parchemin avec ornements poussés à chaud. Au f. 1r, dédicace au duc Wolfgang-Guillaume de Neubourg. Outre le titre, l'ouvrage contient 29 feuillets portant chacun un exemple d’écriture en plusieurs langues (français, néerlandais, espagnol, latin, italien) avec une décoration à dominante animalière.

- Chicago NL : Wing MS ZW 6465.H781 (acquisition de 1993). Livre contenant plusieurs sortes descritures avecq divers traicts faict Inventé et mis en lumière Par Baldri van Horicke maistre a escrire des Pages de leurs Altesses Serenissimes de glorieuse mémoire en Bruxelles. Daté 1633. Il s’agit d’un livre d’exemples, comme il s’en trouve souvent à cette époque, c’est-à-dire du catalogue des graphies qu’un maître écrivain est capable d’exécuter. Si la plupart des recueils d’exemples des maîtres écrivains nous sont parvenus gravés, ceux de Horicke sont restés manuscrits, ce qui explique que ce maître soit resté peu connu. Fac-similé : Baldri van Horicke. Master album of Pictorial Calligraphy and Scrollwork : an antique copybook rediscovered, New York, Dover, 1985, avec une préface anonyme et sans intérêt. L'ordre des planches a été changé.

- Chicago NL : Wing MS +ZW 6465.H782 Vault. Erycius Puteanus, Prodigium imo miraculum, calami vere aurei, Balderici Horicquii, scholiarchum, sui temporis, coryphaei epheborum archiducalium, aliorumque, in aula Bruxellensi, puerorum honorariorum sub serenissimis princibus Alberto et Isabella... Daté 1638. Recueil in-plano de 70 feuillets, contenant d’abord (f. 2 à 61) des textes en latin à la louange des membres de la famille des Habsbourg, famille régnante à Bruxelles, agrémentés de portraits en pied, de divers animaux et diverses figures, qui se retrouvent en partie dans le Livre contenant... de 1633, et des portraits équestres.  Ouvrage dédié par à la famille Blitterswyck. La seconde partie (f. 62 à 70) est plus libre ; elle ne contient plus de textes mais des scènes de chasse, et des figures diverses ou des musiciens. La plupart des planches sont signées, certaines datées 1638 ; les planches 12 et 16 sont signées par Puteanus comme auteur et Andreas Potheuck comme scribe. Ouvrage cité par Kramm comme ayant fait partie de la collection de Me Pierre Wouters, chanoine de l'église collégiale de Saint-Gommaire à Lierre (Belgique) et signalé dans le catalogue de sa vente (Bruxelles, 1797) à la p. 304. Le volume a fait partie de la Ricketts collection, léguée à la Newberry Library en 1941. Sur ce volume, voir Bracke 2020.

- Madrid, collection privée. [Recueil d'exemples calligraphiques connu sous le nom de Cuaderno espanol]. Sur ce volume, voir Bonilla Peleato 2022.

Outre ces quatre manuscrits, Horicke a écrit de nombreux recueils d’airs de cour et de chansons à boire, qui constituent un corpus très important et assez homogène. Les recueils suivants ont été identifiés :
- [Localisation : cote, support, nombre d’airs ou chansons, nombre de dessins]
- Bruxelles, Bibliothèque royale : Mus II 5139 (1re partie), parchemin, 14, 12
- Bruxelles, Bibliothèque royale : Mus II 5139 (2e partie), parchemin, 15, 12
- Chicago, Newberry Library : Wing MS ZW 7391.001c, parchemin, 12, 12
- Chicago, Newberry Library : Wing MS fZW 739.B 452., parchemin, 15, 10
- Den Haag, Nederlands Muziek Instituut : I A 11, parchemin, 4, 13 (constitué de 4 planches séparées, de format double).
- Den Haag, Nederlands Muziek Instituut : Kluis A 50, parchemin, 27, 11
- London, British Library : Ms. Stowe 1081, parchemin, 18, 11
- Paris, Bibliothèque nationale de France (Mus.) : RES F-1018, parchemin, 14, 12
- Paris, Bibliothèque nationale de France (Mus.) : RES VMA-MS-963, papier, 36, 0
- Paris, Bibliothèque nationale de France (Mus.) : RES VMA-MS-2, parchemin, 18, 16
- Paris, Bibliothèque nationale de France (Est.) : 4-KB-88; parchemin, 16, 11 (sur Gallica)
- Paris, Bibliothèque nationale de France (Mss.) : Smith Lesouëf 88, parchemin, 15, 12
- Paris, Bibliothèque nationale de France (Mss.) : Français 19097, papier, 70, 0
- Paris, collection privée : parchemin, 16, 12
- Paris, collection privée : parchemin, 2, 6 (constitué de deux planches en format double)
- Wolfenbüttel, Herzog August Bibliothek : Blankenburg 125, papier, 20, 16 voir
- Wolfenbüttel, Herzog August Bibliothek : Blankenburg 126, papier, 21, 14 voir
- Non localisé, tirage photographique à Paris BNF (Mus.) : 4° Vm7 2009, parchemin, 17, 12.

Depuis l'étude qui a été consacrée à ces manuscrits musicaux en 2003, trois autres manuscrits appartenant à ce corpus ont été localisés. Tous ces manuscrits se caractérisent d’une part par l’existence d’airs ou de chansons calligraphiés, avec musique notée à 1 voix avec ou sans basse (exceptionnellement chiffrée), la musique pouvant aller jusqu’à trois voix. En regard des pièces se trouve une illustration au trait de plume, c’est-à-dire un dessin assez élaboré réalisé d’un seul trait de plume, avec des arabesques, des boucles, des croisillons et autres ornements. Chaque manuscrit contient entre douze et dix-huit pièces de musique (environ trois quarts d’airs de cour et un quart de chansons à boire) et entre douze et quinze dessins. Il est conservé en général dans une reliure assez élaborée (parchemin, éventuellement doré, soie gaufrée sur parchemin découpé).
Au total, le corpus contient 330 airs et 90 chansons à boire, avec un certain nombre de pièces communes ou variantes. Le français est très largement majoritaire, viennent ensuite 20 airs italiens, 6 airs espagnols et 2 airs flamands. Les compositeurs les plus représentés sont Michel Lambert (22 pièces différentes), André de Rosiers (21), Antoine Boësset (9), Étienne Moulinié (7), Denis Macé (7), Jean-Baptiste Boësset (5) et Guillaume Michel (5). Ces pièces offrent des concordances avec les recueils d’airs ou de chansons publiés à l’époque chez Pierre I Ballard ou Robert III Ballard. La période la plus riche en concordance se situe entre 1640 et 1645. Considéré dans son ensemble, ce corpus constitue la première source manuscrite de la forme musicale de l’air de cour, devant toutes les autres sources manuscrites. La provenance bruxelloise de ce corpus est un indice de la large réception de cette forme dans les anciens Pays-Bas, réception qui s’observe également à travers les recueils de contrafacta spirituels publiés au début du XVIIe siècle à Douai, Liège, Tournai ou Valenciennes.
La calligraphie est d’excellente qualité, essentiellement tracée en italienne bâtarde. Pour les dessins, la moitié d’entre eux ont été identifiés comme des copies de gravures de l’époque. Il s’agit pour moitié de portraits de femme en buste, plus ou moins élaborés, et pour le reste de scènes de genre (musiciens, danseurs, buveurs). Les sources les plus utilisées sont des gravures de Pierre Mariette, Jeremias Falck, Jacques Callot (extraites notamment des Balli de Sfessania et des Varie figure gobbi), Jean I Le Blond, Balthasar Moncornet, Jean Lasne, Abraham Bosse et Pierre Daret.

## Réception
Plusieurs des calligraphies de Horicke ont été copiées par le maître écrivain Pierre-Jean-Paul Berny de Nogent, parfois même publiées dans ses recueils gravés et reprises sous son nom. Ce qui prouve à tout le moins que les travaux de Horicke pouvaient encore susciter l'admiration un siècle plus tard.